# Quần đảo Chiloé
Quần đảo Chiloé (tiếng Tây Ban Nha: Archipiélago de Chiloé; phát âm [tʃi.lo.ˈe]) là một nhóm đảo nằm ngoài khơi bờ biển Chile, thuộc vùng Los Lagos. Nó được vây quanh bởi eo biển Chacao về phía bắc, biển Chiloé về phía đông và vịnh Corcovado về phía đông nam. Hầu hết quần đảo Chiloé thuộc tỉnh Chiloé (trừ cụm đảo Desertores phía đông, thuộc địa phận tỉnh Palena). Đảo lớn là đảo Chiloé (Isla Grande de Chiloé).
Chiloé bắt nguồn từ từ chillwe tiếng Mapudungun, nghĩa là "nơi [của] mòng biển". Chill hay chülle là loài mòng biển đầu nâu, hậu tố -we mang nghĩa 'nơi'.
Chiloé nổi tiếng với truyện kể dân gian, truyền thuyết, ẩm thực và kiến trúc đặc trưng. Đây là một trong những nơi bắt nguồn của khoai tây.

## Địa lý

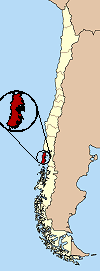
Vị trí của quần đảo Chiloé

Tỉnh Chiloé (tiếng Tây Ban Nha: Provincia de Chiloé) bao gồm phần lớn quần đảo Chiloé (trừ cụm đảo Desertores) cộng với đảo Guafo. Tỉnh có diện tích 9.181 kilômét vuông (3.545 dặm vuông Anh). Trung tâm hành chính là Castro. Tỉnh Chiloé nằm trong vùng Los Lagos (Región de los Lagos).
Đảo Chiloé là đảo lớn nhất, rộng 8.394 kilômét vuông (3.241 dặm vuông Anh). Nó có dáng xêm xêm tứ giác, với một trục chạy hướng bắc-nam. Phía đông đảo Chiloé là biển Chiloé, nơi chứa hầu hết đảo nhỏ của quần đảo. Những đảo chính trong biển Chiloé là Quinchao, Lemuy, Tranqui, và nhóm đảo Desertores. Phía đông bắc và đông nam của quần đảo lần lượt là vịnh Ancud và vịnh Corcovado. Cách đảo Chiloé chừng 40 kilômét (25 dặm) về phía tây nam là đảo Guafo.
Về phía bắc, đảo Chiloé bị eo biển Chacao rộng chỉ 2 kilômét  (1,2 dặm) tách khỏi đất liền. Đa phần hải cảng nằm trên bờ đông và bắc đảo. Địa hình bờ đông cắt xẻ mạnh với nhiều bán đảo và vịnh, lạch. Mé tây đảo Chiloé, cùng toàn đảo Guafo, có địa hình đồi núi, phủ rừng. Trên đảo Chiloé có hai dãy đồi chạy hướng bắc-nam, Piuchén và Pirulil; giữa hai dãy là hồ Cucao và Huillinco.
Một cây cầu được dự kiến xây dựng để nối đảo với đất liền, dù có người phản đối cho rằng nó sẽ gây ô nhiễm và phá hủy môi trường.

## Hệ động-thực vật
Lớp rừng nguyên thủy trên đảo thuộc vùng sinh thái rừng mưa ôn đới Valdivia, với nền rừng rậm rạp, đa dạng chủng loại cây cối, gồm nhiều loài rêu và dương xỉ. Mạn nam và tây đảo chủ yếu vẫn phủ rừng nguyên sinh. Những loài cây nổi bật là Luma apiculata, Nothofagus dombeyi, Chusquea quila, Gunnera tinctoria, và Gevuina avellana. Fitzroya cupressoides và Tepualia stipularis mọc trên thứ đất nghèo nước của dãy Piuchén và Pirulil. Trước khi băng hà Llanquihue kết thúc, mạn nam đảo Chiloé có cảnh quan mở. Khoảng 12.500 năm trước, khi khí hậu trở ấm, rừng rậm dần lan rộng ra. Đoạn bắc dãy Piuchén có lớp thực vật kiểu vùng cây thấp Magellan.

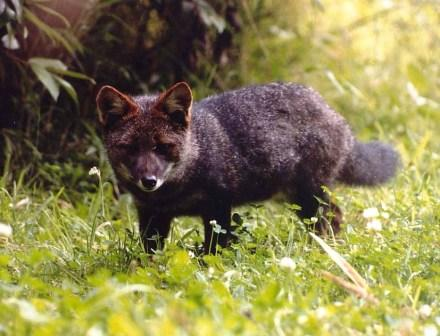
Cáo Darwin (Lycalopex fulvipes) đặc hữu quần đảo Chiloé và Cordillera de Nahuelbuta

Hệ động vật bản địa gồm nhiều loài chim, một số đặc hữu quần đảo. Trong số động vật trên cạn, lớn nhất là cáo Darwin (đặt theo tên Charles Darwin, người đầu tiên thu thập mẫu vật, trên Isla San Pedro, Chiloé) và pudú. Thú biển gồm Cá heo Commerson và sư tử biển Nam Mỹ xúm xít thành đàn trên vỉa đá gần biển. Nhiều loài cá voi đã được ghi nhận quanh quần đảo, nổi bật là cá voi xanh và cá voi trơn phương nam.